# Rute, Čajna v Ziljski dolini
Rute (nemško Hermsberg) je naselje v Občini Čajna v Okraju Beljak-dežela na Koroškem v Avstriji.